# 阿尔诺斯
阿尔诺斯（法語：Arnos，法語發音：[aʁnɔs]）是法国大西洋比利牛斯省的一个市镇，属于波城区。

## 地理
阿尔诺斯（43°27'26"N, 0°31'58"W）面积5.69 平方千米，位于法国新阿基坦大区大西洋比利牛斯省，该省份为法国东南部省份，涵盖了贝阿恩与北巴斯克，西临大西洋比斯開灣，北至朗德省，东北接热尔省，东临上比利牛斯省，南与西班牙接壤。
与阿尔诺斯接壤的市镇（或旧市镇、城区）包括：于藏、布穆尔、卡斯泰德卡米、多阿宗、热于达尔扎、波姆斯。
阿尔诺斯的时区为UTC+01:00、UTC+02:00（夏令时）。

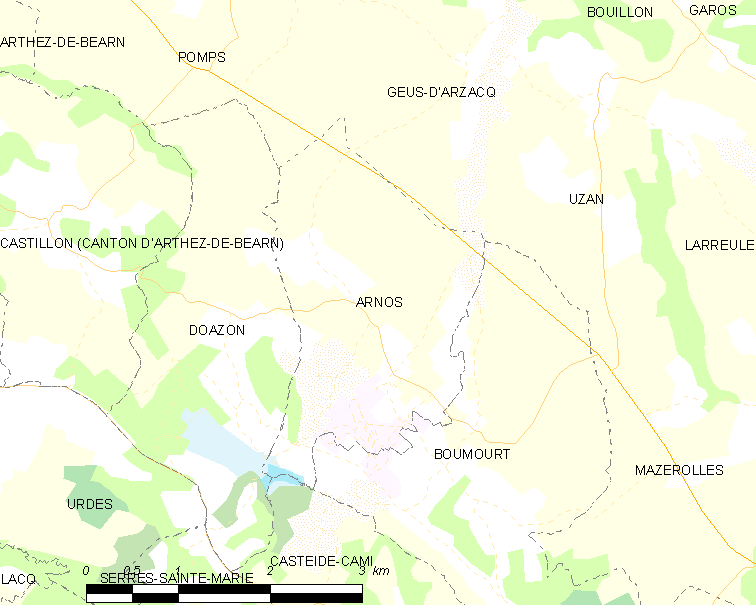
阿尔诺斯的OSM定位图

## 行政
阿尔诺斯的邮政编码为64370，INSEE市镇编码为64048。

## 政治
阿尔诺斯所属的省级选区为阿尔蒂克斯和苏贝斯特尔地区县。

## 人口

1962-2008年间阿尔诺斯人口变化图示

阿尔诺斯于2022年1月1日时的人口数量为134人。